# Castelguglielmo
Castelguglielmo – miejscowość i gmina we Włoszech, w regionie Wenecja Euganejska, w prowincji Rovigo.
Według danych na rok 2004 gminę zamieszkiwało 1765 osób, 80,2 os./km².